# Konomi Kai
Konomi Kai (甲斐好美?, Kai Konomi; Kawagoe, 10 luglio 1993) è una lunghista giapponese.
Ha partecipato ai Giochi olimpici di Rio de Janeiro 2016, dove non è riuscita a qualificarsi per la finale (2 nulli e un 5,87 m alla terza prova, 37º posto finale).

## Progressione
| Anno | Misura    | Vento | Luogo               | Data  |
| ---- | --------- | ----- | ------------------- | ----- |
| 2014 | 6.07      | +1.1  | Nagasaki (Giappone) | 21/10 |
| 2015 | 6.84 (PB) | +1.2  | Konosu (Giappone)   | 24/10 |
| 2016 | 6.33      | +0.5  | Kawasaki (Giappone) | 8/05  |
| 2017 | 6.22      | +0.1  | Jiaxing (Cina)      | 27/04 |
| 2018 | 6.28      |       | Kuala Lumpur        | 12/05 |

## Palmarès
| Anno | Manifestazione      | Sede           | Evento         | Risultato | Prestazione | Note |
| ---- | ------------------- | -------------- | -------------- | --------- | ----------- | ---- |
| 2015 | Campionati asiatici | Wuhan          | Salto in lungo | 8ª        | 6,06 m      |      |
| 2016 | Mondiali indoor     | Portland       | Salto in lungo | nm        | nm          |      |
| 2016 | Giochi olimpici     | Rio de Janeiro | Salto in lungo | 37ª (q)   | 5,87 m      |      |